# H. J. Woodall
Herbert J. Woodall fue un matemático británico, especializado en teoría de números.

## Semblanza
En 1925, el teniente coronel Allan J.C. Cunningham y Woodall reunieron todo lo que se sabía sobre la primalidad y la factorización de tales números, y publicaron un pequeño libro de tablas. "Estas tablas recopilaron de fuentes dispersas sobre los números primos conocidos para las bases 2 y 10 y también presentaron los resultados de treinta años de trabajo de los autores con estas y otras bases".
Desde 1925 muchas personas han trabajado para completar estas tablas. Es probable que este proyecto sea el proyecto computacional en curso más largo de la historia. Derrick Henry Lehmer, un conocido matemático que murió en 1991, fue durante muchos años un líder de estos esfuerzos. El profesor Lehmer fue un matemático que estuvo a la vanguardia de la informática cuando las computadoras electrónicas modernas se hicieron realidad. También fue conocido como el inventor de algunos ingeniosos dispositivos informáticos preelectrónicos diseñados específicamente para factorizar números. Estos dispositivos se encuentran actualmente almacenados en el Computer Museum de Boston.

## Número de Woodall
Un número de Woodall generalizado se define como un número de la forma:
nbn - 1,
donde n + 2 > b; si un número primo se puede escribir de esta forma, entonces se le llama número primo de Woodall generalizado.